# Marta Selva
Marta Selva i Masoliver (nacida en 1953) es una historiadora y profesora universitaria catalana, que ha sido presidenta del Instituto Catalán de las Mujeres.

## Biografía
Se licenció en Historia Moderna y Contemporánea en la Universidad Autónoma de Barcelona. Desde 1975 ha formado parte de la cooperativa Drac Màgic, que tiene como objetivo la difusión de la cultura audiovisual y es organizadora desde el 1993 de la Muestra de Films de Mujeres de Barcelona.
Es profesora de cine y audiovisuales en la Universidad Rovira i Virgili. Desde 1997 ha dado clases de publicidad, periodismo y comunicación audiovisual en la Universidad Abierta de Cataluña, en la Universidad Pompeu Fabra y en la Universidad Autónoma de Barcelona.
Políticamente ha colaborado con el ayuntamiento de Barcelona en su Proyecto Educativo de Ciutat. Fue asesora para la reforma educativa al Departamento de Enseñanza de la Generalidad de Cataluña y fue miembro del Consejo del Audiovisual de Cataluña como vicepresidenta del Foro de Entidades de personas usuarias del audiovisual.
El año 2003 fue nombrada presidenta del Instituto Catalán de las Mujeres, cargo que ocupó hasta el 2011, menos en un breve paréntesis en el 2006. Durando su mandato fue aprobada la Ley catalana de Derecho de las mujeres en erradicar la violencia machista, así como el protocolo marco de actuación. Después de dejar el cargo volvió a dar clases a la Universidad.
Ha escrito artículos en Escola Catalana, Perspectiva Escolar, Cuadernos de Pedagogía, L'Avenç y Nous Horitzons.